# Hadena fusifasciata
Hadena fusifasciata là một loài bướm đêm trong họ Noctuidae.